# Mirador (Maranhão)
Mirador es un municipio brasileño del estado de Maranhão. Se localiza a una latitud 06º22'15" sur y a una longitud 44º21'47" oeste, estando a una altitud de 186 metros. Su población estimada en 2004 era de 21.327 habitantes. Posee un área de 8524,94 km².
En Mirador, está localizado el Parque Estatal, donde nacen los ríos Alpercatas y Itapecuru, siendo el Itapecuru uno de los mayores y más importante río del Maranhão.